# ホナタン・クリスタルド
ホナタン・エセキエル・クリスタルド（Jonathan Ezequiel Cristaldo, 1989年3月5日 - ）は、アルゼンチン・ブエノスアイレス出身のサッカー選手。ラシン・クラブ所属。アルゼンチン代表。ポジションはフォワード。

## 経歴
CAベレス・サルスフィエルドのユースチームでキャリアをスタートさせ、2007年にトップチームに昇格した。4月22日、CAロサリオ・セントラル戦でデビューを果たした。2008年、ロサリオ戦でプロ初ゴールを記録した。2011年1月、ウクライナ・プレミアリーグのFCメタリスト・ハルキウに移籍した。2013-14シーズンはセリエAのボローニャFCへレンタル移籍。2014年8月12日、カンピオナート・ブラジレイロ・セリエAのSEパルメイラスに完全移籍することが決まった。
2016年6月、メキシコ1部のクルス・アスルへ移籍。2017年はCFモンテレイへのシーズンローンでプレーすることとなった。
2017-18シーズンにはCAベレス・サルスフィエルドへ復帰したが、冬に就任したガブリエル・エインセ新監督の構想外となり2018年1月22日にクラブとの契約を解除。半年のフリー期間を経て、2018-19シーズンよりラシン・クラブと1年契約を締結した。

## 代表歴
U-20アルゼンチン代表として2009 南米ユース選手権に出場し2ゴールを記録した。2010年1月、当時ディエゴ・マラドーナ監督が率いていたA代表に初招集。試合出場機会はなく、セルヒオ・バティスタ監督に代わった後の2011年6月、初出場を果たした。

## タイトル
ベレス・サルスフィエルド
- プリメーラ・ディビシオン : 2009クラウスーラ

パルメイラス
- コパ・ド・ブラジル : 2015
- カンピオナート・ブラジレイロ・セリエA : 2016